# 中川真依
中川真依（なかがわ まい，1987年4月7日—），日本女子跳水運動員。石川縣小松市出生，畢業於中海中学校、小松市立高校、金泽学院大学和金泽学院大学大学院。代表日本參加2008年和2012年夏季奧林匹克運動會10公尺跳台項目。
2012年倫敦奧運會，進入女子十公尺跳臺準決賽，最後獲得第18名，無緣決賽。

## 簡歷
2010年11月，中川真依代表日本參加廣州亞運會，出戰女子3米跳板、10米跳台及雙人3米跳板三個項目；與澀澤小哉芳合作贏得雙人3米跳板銅牌。

## 主要成績
- 2010年 亞洲運動會 女子雙人3米跳板 銅牌

## 外部連結
- 官方部落格（页面存档备份，存于） （日語）
- Twitter（页面存档备份，存于）